# Saskaņas Centrs
Saskaņas Centrs (Harmonicentrum, forkortet SC) er en politisk alliance i Letland, som grundlagdes i 2005, og hvis medlemmer er partierne Sociāldemokrātiskā Partija "Saskaņa" (Det Socialdemokratiske Parti Harmoni) og Latvijas Sociālistiskā partija (Letlands Socialister) – Sociāldemokrātiskā Partija „Saskaņa” grundlagdes i 2010 efter sammenlægningen af Tautas Saskaņas partija (Folkets Harmoni), Sociāldemokrātiskā partija (Socialdemokraterne), Jaunais Centrs (Nyt Centrum) og senere Daugavpils pilsētas partija (Daugavpils Byparti). Journalist Nils Ušakovs har været formand siden efteråret 2005, hvor han efterfulgte den første formand Sergejs Dolgopolovs.
Ved det lettiske parlamentsvalg i 2006 fik partiet 14,42 procent (130.887 stemmer) og vandt 17 af de 100 pladser i Saeima, og blev den fjerdestørste gruppering i parlamentet og den næststørste i oppositionen. I januar 2009 tilsluttede Sociāldemokrātu savienība (Socialdemokratiske Union) sig alliancen.
Ved det lettiske parlamentsvalg i 2010 fik partiet 26,04 procent (251.397 stemmer) og vandt 29 af de 100 pladser i Saeima, og blev den næststørste gruppering i parlamentet og den største i oppositionen.